# Hồ Xuân Hương
Hồ Xuân Hương – wietnamska poetka, żyjąca i tworząca na przełomie XVIII i XIX wieku.
Niewiele wiadomo na temat jej życia, nieznane są daty jej narodzin i śmierci. Urodziła się w połowie XVIII wieku. Pochodziła przypuszczalnie z okręgu Quỳnh Lưu w prowincji Nghệ An. Dorastała i wychowywała się w Hanoi, będąc świadkiem zawirowań politycznych związanych z trwającym wówczas powstaniem Taysonów. Dwukrotnie zamężna, najpierw z lokalnym urzędnikiem i uczonym, drugi raz z nieznanym bliżej mężczyzną. Ze względu na panującą wówczas poligamię jej status bliższy był pozycji konkubiny niż pełnoprawnej żony.
Uważana jest za współtwórczynię nowożytnej literatury wietnamskiej. Pisała zarówno w języku chińskim, jak i po wietnamsku znakami chińskimi (chữ nôm). Jest autorką utrzymanych w lekkim tonie, przesyconych ironią, sarkazmem i erotyką utworów. W swoich wierszach drwiła z przywar współczesnego społeczeństwa, takich jak korupcja, społeczna niesprawiedliwość, religijna obłuda i niska pozycja kobiet w zdominowanym przez mężczyzn świecie.